# 렛츠 두 잇 어게인
렛츠 두 잇 어게인(Let's Do It Again)은 미국에서 제작된 알렉산더 홀 감독의 1953년 코미디 영화이다. 제인 와이먼 등이 주연으로 출연하였고 오스카 사울 등이 제작에 참여하였다.

## 출연

### 주연
- 제인 와이먼
- 레이 밀렌드

### 조연
- 알도 레이
- 레온 아메스
- 발레리 베티스
- 톰 헬모어
- 카린 부스
- 매리 트린

## 제작진
- 원작자: 아서 리치맨
- 미술: 월터 홀쉐어
- 세트: 윌리엄 키에넌
- 의상: 진 루이스